# 적서 제도
적서 제도는 전근대 동아시아 사회에서 적자와 서자를 차별 구분하는 사회 제도이다.

## 한국
한국 사회의 적서 제도는 조선 이전 시대부터 존재했고 조선 시대 적서제도는 조선 이전 시대부터 존재하던 적서제도를 유지만 하는 제도에 불과하였다. 또한 조선 이전 시대의 신분 사회는 조선 시대 신분 사회보다도 더 엄격하고 폐쇄적인 사회였기에 조선 이전 시대의 적서제도 또한 조선 시대 적서제도 보다도 더 엄격한 제도였다.

### 기타
1415년(태종 15년)에 제정된 서얼 금고령은 조선 이전 시대부터 존재하던 규정에 불과하였고 태종은 서얼 금고령과 적서제도를 제정하기 전에 한품서용제를 실사하여 서얼들에게 관직 등용의 기회를 어느 정도 제공하였다. 그리고 성종 때에는 이를 명문화하여 경국대전에 반포한다.
이는 후일 정조가 부분 철폐하여 규장각에 등용하고, 흥선대원군에 의해 완전히 철폐된 뒤에도 계속 존재하였다. 갑오경장으로 관직 임용에서의 서자들에 대한 불이익은 사라졌지만 서자를 차별하는 사회적인 관습은 1971년까지 존재하였다.

## 같이 보기
- 서얼 금고령
- 갑오개혁